# Bergenbier
Bergenbier est une marque de bière roumaine, lancée en 1995. 
La Bergenbier est une bière de type pils à fermentation basse. 
La Bergenbier jouit aujourd'hui d'une grande notoriété, elle est devenue une bière extrêmement populaire. Elle contient 5,2 % alc./vol.
La brasserie de Bergenbier de Blaj était la première brasserie post-révolution. Bergenbier employait 200 personnes. Elle a fermé définitivement en août 2010.